# Альберто Бігон
Альберто Бігон (італ. Alberto Bigon, нар. 31 жовтня 1947, Падуя) — італійський футболіст, що грав на позиції півзахисника. По завершенні ігрової кар'єри — тренер.
Виступав, зокрема, за клуб «Мілан», вигравши з ним низку трофеїв протягом 1970-х років. Як тренер найбільших результатів здобув з «Наполі», з якими вигравав чемпіонат і Суперкубок Італії.

## Клубна кар'єра
Народився 31 жовтня 1947 року в місті Падуя. Вихованець футбольної школи клубу «Падова». Дорослу футбольну кар'єру розпочав 1964 року в основній команді того ж клубу, в якій провів три сезони, взявши участь у 64 матчах Серії В.
Влітку 1967 року перейшов у клуб Серії А «Наполі», але не зіграв у ньому жодного матчі і вже у листопаді перейшов в інший клуб елітного дивізіону СПАЛ. У футболці цього клубу Бігон до кінця сезону 1967/68 провів чотирнадцять матчів у Серії А, але не зміг запобігти вильоту клубу. У наступному сезоні у Серії B він став основним гравцем, але команда знову виступала невдало і вилетіла до Серії С.

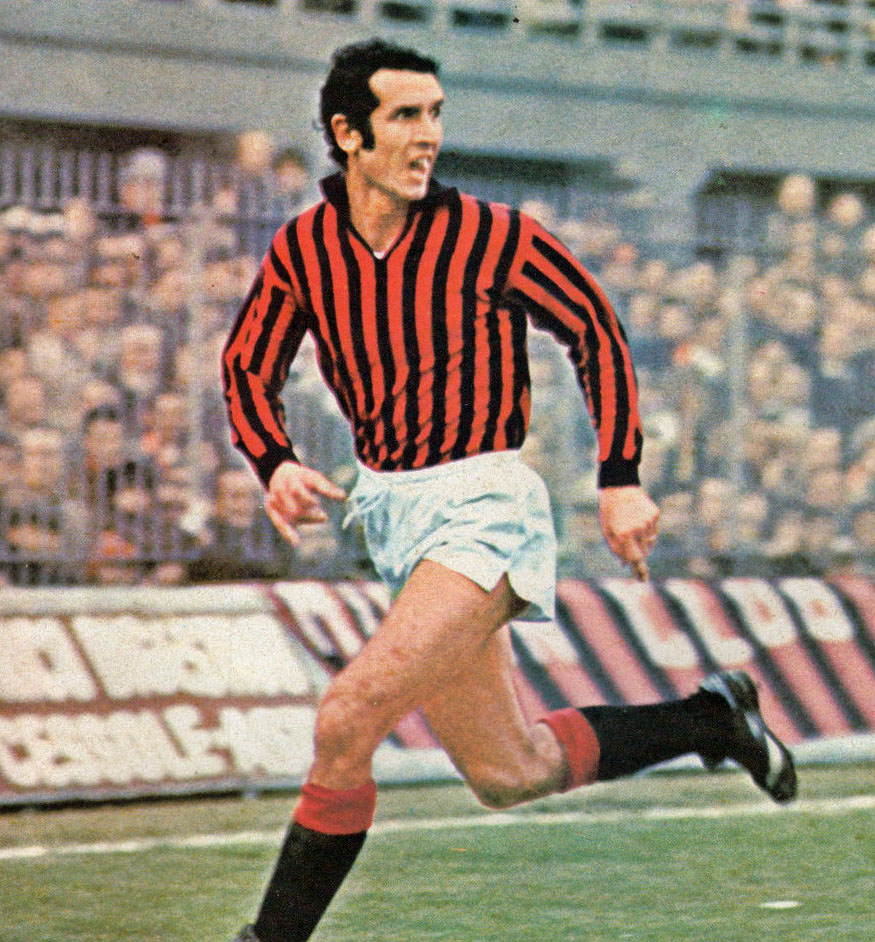
Альберто Бігон під час виступів за «Мілан» у сезоні 1974/75.

Влітку 1969 року Бігон перейшов у «Фоджу», з якою у першому ж сезоні вийшов до Серії А, проте втриматись в еліті команда не зуміла і за підсумками сезону 1970/71 вилетіла назад до другого дивізіону.
Втім Бігон залишився у еліті італійського футболу, перейшовши 9 липня 1971 року до «Мілану». Відіграв за «россонері» наступні дев'ять сезонів своєї ігрової кар'єри, зігравши за цей час 218 матчів і забивши 56 голів у Серії А. Після початку на позиції центрального нападника, згодом перемістився в півзахист, поєднуючи атакуючі навички. За цей час виборов титул чемпіона Італії 1978/79, тричі ставав володарем Кубка Італії, а також виграв Кубок Кубків УЄФА 1973 року. Крім того в цей час він зіграв свій єдиний матч у складі молодіжної збірної Італії.
Влітку 1980 року, після Корупційного скандалу, за результатами якого «Мілан» було відправлено до Серії В, Бігон перейшов у «Лаціо», що теж був одним з головних підозрюваних у цьому і скандалі і після апеляції також відправився до Серії В. За римську команду Бігон провів два сезони, але повернути її в еліту не зумів.
Завершив професійну ігрову кар'єру у клубі «Ланероссі» в Серії С1, за який виступав протягом 1982—1984 років, після чого закінчив кар'єру у віці 39 років.

## Кар'єра тренера
Розпочав тренерську кар'єру відразу ж по завершенні кар'єри гравця, 1984 року, очоливши тренерський штаб клубу «Конельяно» в аматорських лігах.
1986 року став головним тренером «Реджини» з Серії С1. Тренував команду з Реджо-Калабрія один рік, після чого пішов на підвищення, очоливши клуб Серії А «Чезена», яку два сезони рятував віл вильоту.
1989 року прийняв пропозицію попрацювати у клубі «Наполі», з яким завоював друге в історії неополітанців Скудетто (1990), і в тому ж році Суперкубок Італії. Після низького 8 рядка в сезоні 1990/91 Бігон залишив Неаполь і перейшов у «Лечче» із Серії В. Зайнявши з командою низьке десяте місце в таблиці, що не відповідало вимогам керівництва клубу, Альберто був звільнений.
У сезоні 1992/93 Бігон тренував «Удінезе», який врятував від вильоту з Серії А у поєдинку плей-оф проти «Брешії». Незважаючи на успішне закінчення, він залишив клуб влітку 1993 року і був безробітним протягом двох років. Навесні 1995 року він отримав пропозицію від «Асколі», який перебував у Серії B з небезпекою вильоту. Але навіть при Альберто Бігоні не відбулося покращення продуктивності і клуб не зумів уникнути вильоту в Серію С1, хоча Бігона у команді на той момент вже не було.
В сезоні 1996/97 Бігон став біля керма швейцарського «Сьйона», з яким виграв чемпіонат Швейцарії і національний Кубок у 1997 році. Повернувшись у вересні 1997 року до Італії, Бігон зайняв пост головного тренера «Перуджі», що виступала в Серії В у сезоні 1997/98, але ще по ходу сезону був звільнений. 
У листопаді 1999 року Бігон отримав запрошення від грецького «Олімпіакоса», але, незважаючи на поточне перше місце в чемпіонаті, залишив команду 10 квітня 2000 року. 
Після семи років без роботи, Бігон повернувся до футболу у лютому 2007 року, коли вдруге очолив «Сьйон». Він закінчив з командою на третьому місці у Суперлізі Швейцарії, що означало кваліфікацію в Кубок УЄФА, однак у кінці року покинув клуб.
11 серпня 2008 року був призначений новим головним тренером словенського клубу «Інтерблок», але вже у вересні того ж року через різницю з Правлінням у питаннях кадрової політики покинув клуб за взаємною згодою з клубом через особисті проблеми зі здоров'ям.
У 2009 році, у віці 62 років, вирішив піти з футболу.

## Статистика виступів

### Статистика клубних виступів
| Сезон               | Команда             | Чемпіонат           | Чемпіонат | Чемпіонат |
| Сезон               | Команда             | Ліга                | Ігор      | Голів     |
| ------------------- | ------------------- | ------------------- | --------- | --------- |
| 1964–65             | «Падова»            | B                   | 5         | 0         |
| 1965–66             | «Падова»            | B                   | 24        | 4         |
| 1966–67             | «Падова»            | B                   | 35        | 10        |
| Усього за «Падову»  | Усього за «Падову»  | Усього за «Падову»  | 64        | 14        |
| 1967–68             | «Наполі»            | A                   | 0         | 0         |
| 1967–68             | СПАЛ                | A                   | 14        | 1         |
| 1968–69             | СПАЛ                | B                   | 35        | 9         |
| Усього за СПАЛ      | Усього за СПАЛ      | Усього за СПАЛ      | 49        | 10        |
| 1969–70             | «Фоджа»             | B                   | 37        | 11        |
| 1970–71             | «Фоджа»             | A                   | 28        | 7         |
| Усього за «Фоджу»   | Усього за «Фоджу»   | Усього за «Фоджу»   | 65        | 18        |
| 1971–72             | «Мілан»             | A                   | 29        | 14        |
| 1972–73             | «Мілан»             | A                   | 28        | 10        |
| 1973–74             | «Мілан»             | A                   | 22        | 1         |
| 1974–75             | «Мілан»             | A                   | 26        | 3         |
| 1975–76             | «Мілан»             | A                   | 24        | 5         |
| 1976–77             | «Мілан»             | A                   | 22        | 4         |
| 1977–78             | «Мілан»             | A                   | 23        | 5         |
| 1978–79             | «Мілан»             | A                   | 26        | 12        |
| 1979–80             | «Мілан»             | A                   | 18        | 2         |
| Усього за «Мілан»   | Усього за «Мілан»   | Усього за «Мілан»   | 218       | 56        |
| 1980–81             | «Лаціо»             | B                   | 32        | 9         |
| 1981–82             | «Лаціо»             | B                   | 25        | 3         |
| Усього за «Лаціо»   | Усього за «Лаціо»   | Усього за «Лаціо»   | 57        | 12        |
| 1982–83             | «Віченца»           | C1                  | 31        | 9         |
| 1983–84             | «Віченца»           | C1                  | 26        | 7         |
| Усього за «Віченцу» | Усього за «Віченцу» | Усього за «Віченцу» | 57        | 14        |
| Усього за кар'єру   | Усього за кар'єру   | Усього за кар'єру   | 510       | 124       |

## Титули і досягнення

### Як гравця
- Чемпіон Італії (1):

«Мілан»: 1978–79
- Володар Кубка Італії (3):

«Мілан»: 1971–72, 1972–73, 1976–77
- Володар Кубка Кубків УЄФА (1):

«Мілан»: 1972–73

### Як тренера
- Чемпіон Італії (1):

«Наполі»: 1989–90
- Володар Суперкубка Італії (1):

«Наполі»: 1990
- Чемпіон Швейцарії (1):

«Сьйон»: 1996–97
- Володар Кубка Швейцарії (1):

«Сьйон»: 1996–97